# Sarò libera
Sarò libera – drugi album studyjny włoskiej piosenkarki Emmy Marrone, wydany 20 września 2011 przez wytwórnię Universal Music. Album składa się z trzynastu włoskojęzycznych kompozycji.
Płytę promowało pięć singli: „Sarò libera”, „Tra passione e lacrime”, „Non è l’inferno”, „Cercavo amore” oraz „Maledetto quel giorno”. Wydawnictwo dotarło do 1. miejsca na oficjalnej włoskiej liście sprzedaży oraz do 43. miejsca na szwajcarskiej liście sprzedaży. We Włoszech za sprzedaż w nakładzie przekraczającym 180 tysięcy sztuk albumowi przyznano certyfikat potrójnej platyny.
15 lutego 2012 została wydana reedycja płyty pod nazwą Sarò libera (Sanremo Edition), którą poszerzono o trzy kompozycje: „Nel blu dipinto di blu” oraz dwie wersje „Non è l'inferno” (solową i w duecie z Alessandrą Amoroso).

## Lista utworów

### Standardowa
| Nr  | Tytuł                          | Autorzy                                              | Producenci                   | Czas  |
| --- | ------------------------------ | ---------------------------------------------------- | ---------------------------- | ----- |
| 1.  | „Tra passione e lacrime”       | Francesco Morettini, Giulia Anania, Luca Angelosanti | Dado Parisini                | 3:58  |
| 2.  | „Sarò libera”                  | Carlo Rizioli, Saverio Grandi                        | Dado Parisini                | 3:23  |
| 3.  | „Senza averti mai”             | Daniele Coro, Federica Camba                         | Dado Parisini                | 3:35  |
| 4.  | „Non sono solo te”             | Andrea Torresani, Ermanno Facchi, Niccolò Agliardi   | Celso Valli                  | 3:37  |
| 5.  | „Ti capita mai”                | Roberto Casalino, Massimo Greco                      | Dado Parisini                | 3:27  |
| 6.  | „Dove finisce la notte”        | Dario Faini, Antonio Galbiati                        | Celso Valli                  | 3:25  |
| 7.  | „Acqua e ghiaccio”             | Niccolò Agliardi, Matteo Bassi                       | Dado Parisini                | 3:55  |
| 8.  | „Maledetto quel giorno”        | Daniele Coro, Federica Camba                         | Celso Valli                  | 3:44  |
| 9.  | „Cercavo amore”                | Niccolò Verrienti, Roberto Casalino                  | Celso Valli                  | 3:32  |
| 10. | „Da quando mi hai lasciato tu” | Niccolò Verrienti, Roberto Casalino, Carlo Verrienti | Celso Valli                  | 3:53  |
| 11. | „Un attimo”                    | Roberto Casalino                                     | Dado Parisini                | 3:46  |
| 12. | „Protagonista”                 | Dario Faini, Andrea Amati                            | Dado Parisini                | 3:39  |
| 13. | „Scusa se vado via”            | Federica Camba, Daniele Coro                         | Daniele Coro, Federica Camba | 3:44  |
|     |                                |                                                      | Całkowita długość:           | 47:38 |

### Reedycja
| Nr  | Tytuł                                    | Autorzy                                              | Producenci                   | Czas  |
| --- | ---------------------------------------- | ---------------------------------------------------- | ---------------------------- | ----- |
| 1.  | „Non è l’inferno”                        | Enrico Palmosi, Luca Sala, Francesco Silvestre       | Enrico Palmosi               | 3:45  |
| 2.  | „Nel blu dipinto di blu”                 | Franco Migliacci, Domenico Modugno                   | Celso Valli                  | 3:45  |
| 3.  | „Tra passione e lacrime”                 | Francesco Morettini, Giulia Anania, Luca Angelosanti | Dado Parisini                | 3:57  |
| 4.  | „Sarò libera”                            | Carlo Rizioli, Saverio Grandi                        | Dado Parisini                | 3:23  |
| 5.  | „Senza averti mai”                       | Daniele Coro, Federica Camba                         | Dado Parisini                | 3:35  |
| 6.  | „Non sono solo te”                       | Andrea Torresani, Ermanno Facchi, Niccolò Agliardi   | Celso Valli                  | 3:37  |
| 7.  | „Ti capita mai”                          | Roberto Casalino, Massimo Greco                      | Dado Parisini                | 3:27  |
| 8.  | „Dove finisce la notte”                  | Dario Faini, Antonio Galbiati                        | Celso Valli                  | 3:25  |
| 9.  | „Acqua e ghiaccio”                       | Niccolò Agliardi, Matteo Bassi                       | Dado Parisini                | 3:55  |
| 10. | „Maledetto quel giorno”                  | Daniele Coro, Federica Camba                         | Celso Valli                  | 3:44  |
| 11. | „Cercavo amore”                          | Niccolò Verrienti, Roberto Casalino                  | Celso Valli                  | 3:32  |
| 12. | „Da quando mi hai lasciato tu”           | Niccolò Verrienti, Roberto Casalino, Carlo Verrienti | Celso Valli                  | 3:53  |
| 13. | „Un attimo”                              | Roberto Casalino                                     | Dado Parisini                | 3:46  |
| 14. | „Protagonista”                           | Dario Faini, Andrea Amati                            | Dado Parisini                | 3:39  |
| 15. | „Scusa se vado via”                      | Federica Camba, Daniele Coro                         | Daniele Coro, Federica Camba | 3:42  |
| 16. | „Non è l'inferno” (i Alessandra Amoroso) | Enrico Palmosi, Luca Sala, Francesco Silvestre       | Enrico Palmosi               | 3:44  |
|     |                                          |                                                      | Całkowita długość:           | 58:49 |

## Pozycje na listach sprzedaży
| Kraj       | Lista sprzedaży (2011) | Najwyższa pozycja | Certyfikat         | Sprzedaż |
| ---------- | ---------------------- | ----------------- | ------------------ | -------- |
| Szwajcaria | Alben Top 100          | 43                |                    |          |
| Włochy     | FIMI                   | 1                 | 3× platynowa płyta | 180 000+ |